# Переліска круглолиста
Переліска круглолиста, переліска яйцеподібна (Mercurialis ovata) — вид трав'янистих рослин з родини молочайні (Euphorbiaceae), поширений у центральній, південній, південно-східній Європі, західній Азії.

## Опис
Багаторічна рослина 15–30 см. Листки сидячі або з дуже короткими (не довше 2–3 мм) черешками, широко-овальні. Долі оцвітини при маточкових квітках широко-яйцеподібні.

## Поширення
Поширений у центральній, південній, південно-східній Європі, західній Азії.
В Україні вид зростає у лісах і чагарниках — у 3. Лісостепу.